# Lodewijk IV het Kind
Lodewijk IV, het Kind (september of oktober 893 in Altötting - 20 of 24 september 911 waarschijnlijk in Frankfurt am Main) was de enige echtelijke en daarmee legitieme zoon van keizer Arnulf van Karinthië bij de Konradijnse Oda. Op 4 februari 900 werd de zesjarige Lodewijk in de Palts Forchheim tot koning van het Oost-Frankische Rijk verheven. Zijn kroning is de oudste overgeleverde Oost-Frankische koningskroning.

## Leven
Ondanks zijn jonge leeftijd werd Lodewijk tot centrum van het politieke leven. Een eigen regeringsstijl kon hij echter niet ontwikkelen, daar hij zeer vaak ziek en derhalve ook lichamelijk te zwak was. De daadwerkelijke heersers waren de adel en de bisschoppen, wat doet vermoeden, dat juist Lodewijks zwakke gestel de reden voor zijn verheffing was.
Zijn invloedrijkste raadsmannen waren bisschop Hatto van Mainz en bisschop Salomo III van Konstanz. Onder hun invloed werd de strijd om het suprematie in het stamhertogdom Franken voor het koningsgerecht tegen de Frankische Babenbergers ten gunste van de Konradijnen beslist (→ Babenbergse vete) en Lodewijks neef Koenraad de Jongere tot hertog benoemd. Tegen de invallen van de Magyaren kon Lodewijk zich niet staande houden, in 907 werd zijn leger in de slag bij Pressburg vernietigend verslagen.
Lodewijk stierf op 20 of 24 september 911 op achttienjarige leeftijd, vermoedelijk in Frankfurt am Main. Met zijn dood stierf de tak van de Oost-Frankische Karolingen uit. Bij de aanduiding van een opvolger zouden de hertogen van het Rijk zich verzetten tegen de West-Frankische koning Karel de Eenvoudige en met Koenraad de Jongere iemand uit hun eigen rangen tot koning kiezen. Lodewijks laatste rustplaats bevindt zich in Sankt Emmeram in Regensburg, waar ook zijn vader Arnulf van Karinthië werd bijgezet.